# جون دبليو. أ. سكوت
جون دبليو. أ. سكوت (بالإنجليزية: John W. A. Scott)‏ هو رسام وفنان أمريكي، ولد في 1815 في Roxbury, Boston ‏ في الولايات المتحدة، وتوفي في 1907.

## معرض صور

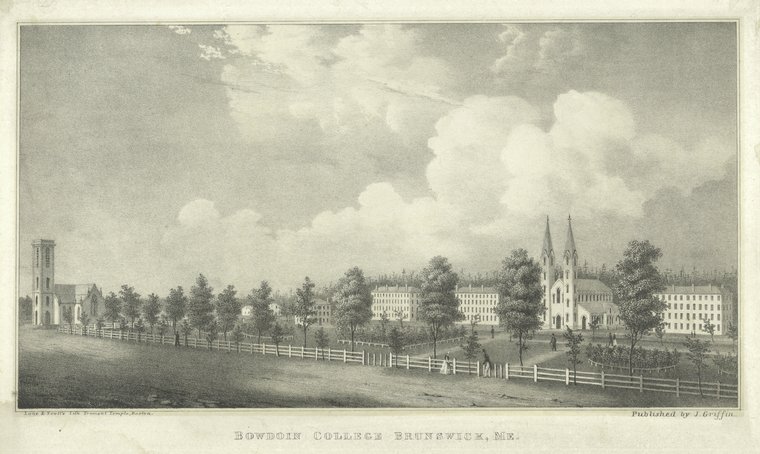
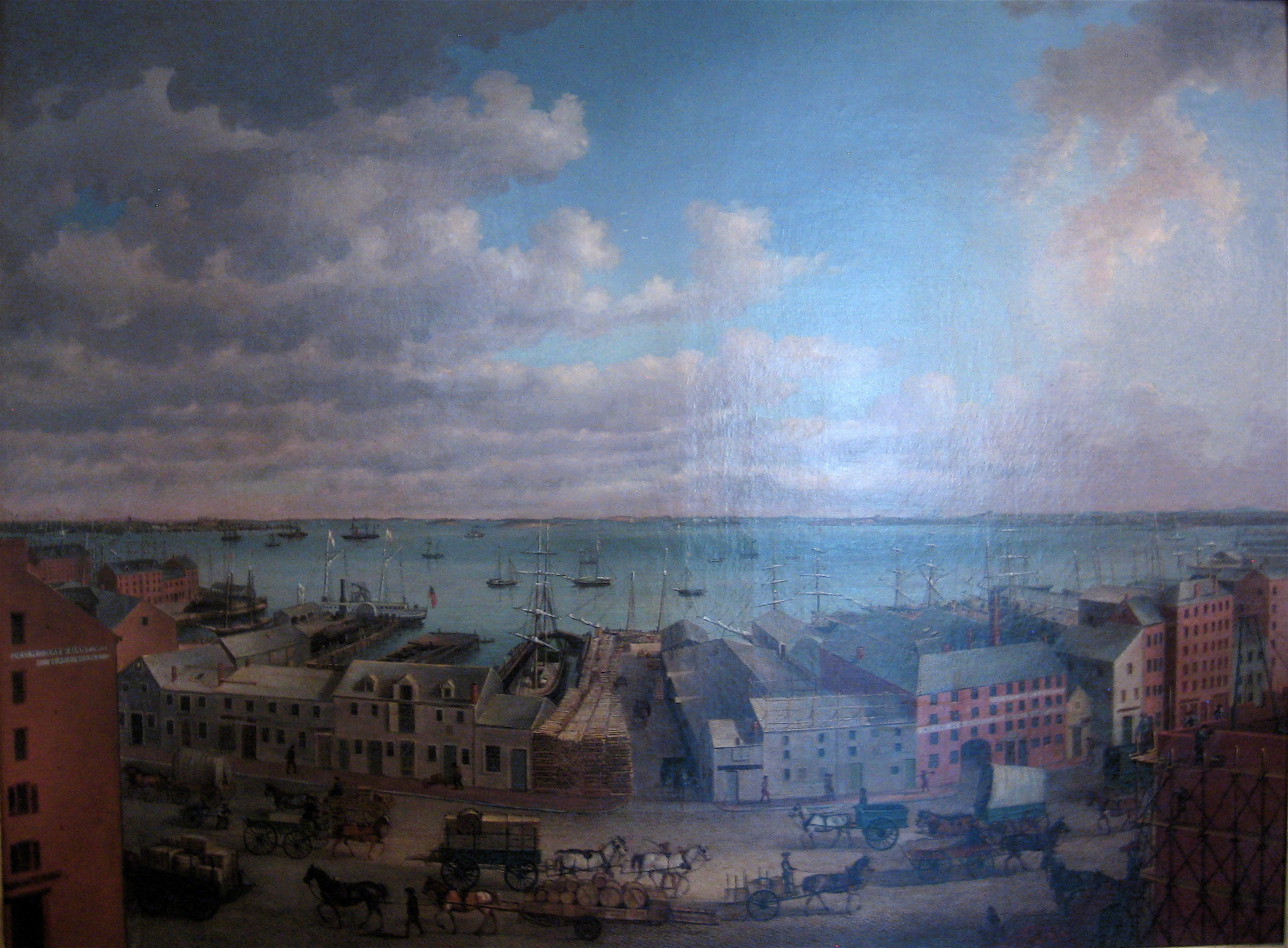
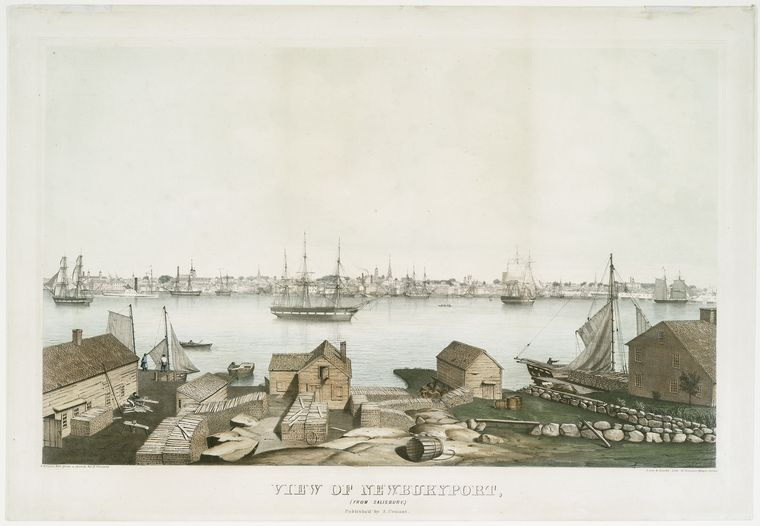
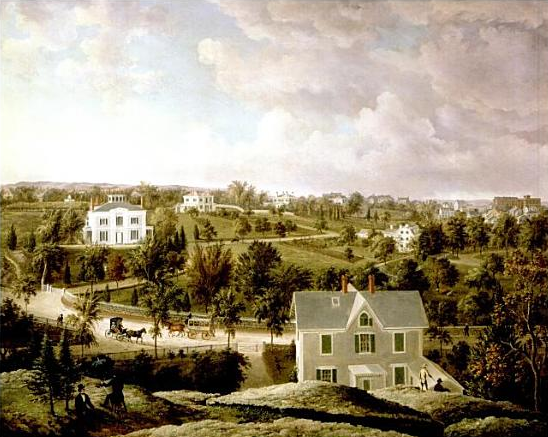